# Повернення на обітовану землю
«Повернення на обітовану землю» — радянський художній фільм 1991 року, знятий режисером Арутюном Хачатряном на кіностудії «Вірменфільм».

## Сюжет
Герої фільму прийшли на землю Північної Вірменії аж ніяк не з раю — вони біженці, що тікали від насильства. Він і вона молоді. Чекають на дитину. Вони творять світ навколо себе й тим самим творять самих себе, помножуючись у своїх справах…

## У ролях
- Размік Асатрян — Размік
- Маріам Бозоян — Маріам
- Сурен Зурначян — Сурік
- Раїса Зурначян — Рая

## Знімальна група
- Режисер — Арутюн Хачатрян
- Сценаристи — Михайло Стамболцян, Арутюн Хачатрян
- Оператор — Артем Мелкумян
- Композитор — Авет Тертерян
- Художник — С. Наатакян